# BGN/PCGNラテン文字表記法
BGN/PCGNラテン文字表記法（BGN/PCGNラテンもじひょうきほう、英語: BGN/PCGN romanization）はアメリカ合衆国のアメリカ地名委員会（BGN）とイギリスのイギリス地名常置委員会（PCGN）が共同で承認しているラテン文字表記に関する規則およびシステムである。日本語では他の翻字法にならいBGN/PCGN式と呼ばれることもある。また単にBGN/PCGNと省略されることも多い。
非ラテン文字言語のラテン文字化を主目的にしているが、どちらも英語圏の国家であることから英語話者に向けて策定されており、ドイツ語やフェロー語といったラテン文字で記述する言語であっても英語では通常使用しない文字が含まれている場合は対象となる。またアゼルバイジャン語やモルドバ語のように承認後にラテン文字表記へ転換を果たした言語であっても更新が続けられている。用途は地名を想定しているが、アメリカとイギリスでは人名や語句の翻字にも用いられている。また国際標準化機構（ISO）のISO 3166-2など国際機関でも使用例があるほか、30の言語では国際連合が使用を推奨している。システムの詳細はアメリカ国家地理空間情報局が2012年に発行した Romanization Systems and Policies とBGNが1994年に発行した Romanization Systems and Roman-Script Spelling Conventions  で説明されている。
BGN/PCGNは言語によって4種類に分類されており、規則（System）、合意（Agreement）、対応表（Table of Correspondences）、ラテン文字スペル規則（Roman-Script Spelling Convention）となっている 。このうち「合意」「対応表」は対象言語を使用している国家や教育機関が作成した規則をBGN/PCGNに採用したものとなる。
最も多くBGN/PCGNが定められている表記体系はキリル文字である。東側諸国（共産主義陣営）がキリル文字化を推進した影響から、キリル文字を使う言語は東ヨーロッパおよび旧ソビエト連邦構成国（ロシアなど）に多く分布している。

## 一覧
2021年9月24日時点で、イギリス政府のウェブサイトで国防省が発表しているBGN/PCGNの一覧。アメリカ国家地理空間情報局のウェブサイトでも同一のもが発表されているが、アブハズ語が記載されていない（2021年11月時点）。
表の列は左から順に、
- 対象となる言語
- 対象となる表記体系（文字）
- 対象言語を使用する主な国家・地域
- 種類 [2]
- 現行のBGN/PCGNが承認された年[2]
- 最終更新年[4]
- 作成した機関・国家。カッコ内は考案・制定年。BGNまたはPCGNが作成した場合は「BGN/PCGN」と表記 [2]。
- 備考
- 最新のBGN/PCGNへの外部リンク[4]（PDFファイル）

となっている。
| 言語                           | 表記体系           | 対象地域                                                         | 種類       | 承認年 | 更新年 | 作成者                                        | 備考 | 外部リンク |
| ------------------------------ | ------------------ | ---------------------------------------------------------------- | ---------- | ------ | ------ | --------------------------------------------- | --- | ---------- |
| アブハズ語                     | キリル文字         | アブハジア                                                       | 規則       | 2011   | 2019   | BGN/PCGN                                      | |            |
| アディゲ語                     | キリル文字         | アディゲ共和国（ロシア）                                         | 規則       | 2012   | 2019   | BGN/PCGN                                      | |            |
| パシュトー語（アフガニスタン） | アラビア文字       | アフガニスタン                                                   | 規則       | 2007   | 2017   | BGN/PCGN                                      | アフガニスタンにおける統一された規則。 |            |
| ダリー語                       | ペルシア文字       | アフガニスタン                                                   | 規則       | 2007   | 2017   | BGN/PCGN                                      | アフガニスタンにおける統一された規則。 |            |
| アムハラ語                     | ゲエズ文字         | エチオピア                                                       | 規則       | 1967   | 2017   | BGN/PCGN                                      | |            |
| アラビア語                     | アラビア文字       | アラブ諸国                                                       | 規則       | 1956   | 2019   | BGN/PCGN                                      | |            |
| アルメニア語                   | アルメニア文字     | アルメニア                                                       | 規則       | 1981   | 2019   | BGN/PCGN                                      | |            |
| アヴァル語                     | キリル文字         | ダゲスタン共和国（ロシア）                                       | 規則       | 2011   | 2019   | BGN/PCGN                                      | |            |
| アゼルバイジャン語             | キリル文字         | アゼルバイジャン                                                 | 対応表     | 1993   | 2020   | アゼルバイジャン政府 (1991年)                 | BGN/PCGN1979年式に代わって承認された。同国がラテン文字表記へ転換するために定められた正書法である（現在はキリル文字表記を廃止）。                                 |            |
| バローチー語                   | アラビア文字       | パキスタンなど                                                   | 規則       | 2008   | 2017   | BGN/PCGN                                      | |            |
| バシキール語                   | キリル文字         | バシコルトスタン共和国（ロシア）                                 | 対応表     | 2007   | 2019   | 慣習                                          | |            |
| ベラルーシ語                   | キリル文字         | ベラルーシ                                                       | 規則       | 1979   | 2019   | BGN/PCGN                                      | |            |
| ブルガリア語                   | キリル文字         | ブルガリア                                                       | 合意       | 2013   | 2019   | ブルガリア政府 (2009年)                       | これまで使われてきたBGN/PCGN1952年式に代わって承認された。 |            |
| ビルマ語（ミャンマー語）       | ビルマ文字         | ミャンマー                                                       | 合意       | 1970   | 2017   | 英領ビルマ政府印刷局 (1907年)                 | |            |
| チェチェン語                   | キリル文字         | チェチェン共和国（ロシア）                                       | 対応表     | 2008   | 2019   | 慣習                                          | |            |
| 中国語（普通話）               | 漢字               | 中華人民共和国                                                   | 合意       | 1979   | 2017   | 中華人民共和国政府 (1958年)                   | 漢語拼音方案を採用している。普通話以外の中国語や少数民族の表記法はこれとは別にBGNまたはPCGNが定めている（要問合せ）。                                            |            |
| チュヴァシ語                   | キリル文字         | チュヴァシ共和国（ロシア）                                       | 規則       | 2011   | 2019   | BGN/PCGN                                      | |            |
| ゾンカ語                       | チベット文字       | ブータン                                                         | 合意       | 2010   | 2019   | ブータン政府 (1997年)                         | |            |
| グルジア語（ジョージア語）     | グルジア文字       | ジョージア（またはグルジア）                                     | 合意       | 2009   | 2019   | 国家地理省、ジョージア科学アカデミー (2002年) | BGN/PCGN1981年式に代わって承認された。現行は2002年に考案され、2011年にジョージア政府が承認した正書法である。                                                     |            |
| ギリシア語                     | ギリシア文字       | ギリシャ                                                         | 合意       | 1996   | 2017   | ギリシア語標準化機構                          | ギリシア語標準化機構が制定し、1987年に国際連合地名標準化会議が採用した表記法。                                                                                   |            |
| ヘブライ語                     | ヘブライ文字       | イスラエル                                                       | 合意       | 2018   | 2020   | ヘブライ語アカデミー (2006年/2011年)          | BGN/PCGN1962年式に代わって承認された。 |            |
| イヌクティトゥット語           | カナダ先住民文字   | ヌナブト準州（カナダ）                                           | 対応表     | 2018   | 2018   | イヌイット文化協会 (1976年)                   | |            |
| 日本語（仮名）                 | 仮名               | 日本                                                             | 合意       | 1976   | 2017   | ジェームス・カーティス・ヘボン (1876年)       | この表記法はヘボン式ローマ字として知られており、 BGN/PCGNは1950年代の修正ヘボン式を基にしている。                                                                |            |
| カバルド語                     | キリル文字         | カバルダ・バルカル共和国、カラチャイ・チェルケス共和国（ロシア） | 規則       | 2011   | 2019   | BGN/PCGN                                      | |            |
| カラチャイ・バルカル語         | キリル文字         | カバルダ・バルカル共和国、カラチャイ・チェルケス共和国（ロシア） | 対応表     | 2008   | 2019   | 慣習                                          | |            |
| カザフ語                       | キリル文字         | カザフスタン                                                     | 規則       | 1979   | 2019   | BGN/PCGN                                      | 2017年にカザフスタン政府はラテン文字表記への転換を表明している。                                                                                                 |            |
| クメール語                     | クメール文字       | カンボジア                                                       | 合意       | 1972   | 2017   | クメール地理サービス (1959年)                 | |            |
| 朝鮮語（北朝鮮）               | チョソングル       | 朝鮮民主主義人民共和国                                           | 合意       | 1945   | 2017   | マッキューン＝ライシャワー (1937年)           | この表記法はマッキューン＝ライシャワー式で知られ、2011年までは南北問わず朝鮮語のBGN/PCGNに採用されていた。                                                       |            |
| 朝鮮語（韓国語）               | ハングル           | 大韓民国                                                         | 合意       | 2011   | 2017   | 大韓民国文化観光部 (2000年)                   | この表記法は文化観光部2000年式で知られる。 |            |
| クルド語                       | アラビア文字       | クルディスタン                                                   | 規則       | 2007   | 2017   | BGN/PCGN                                      | |            |
| キルギス語                     | キリル文字         | キルギス                                                         | 規則       | 1979   | 2019   | BGN/PCGN                                      | |            |
| ラーオ語                       | ラーオ文字         | ラオス                                                           | 合意       | 1966   | 2017   | ラオス全国地名委員会 (1965年)                 | |            |
| マケドニア語                   | キリル文字         | 北マケドニア                                                     | 合意       | 2013   | 2019   | 北マケドニア政府                              | BGN/PCGN1981年式に代わって承認された。 |            |
| ディベヒ語                     | ターナ文字         | モルディブ                                                       | 合意       | 1988   | 2019   | モルディブ政府                                | BGN/PCGN1972年式に代わって承認された。内容は2009年に改訂された。                                                                                                 |            |
| モルドバ語                     | キリル文字         | モルドバ                                                         | 対応表     | 1990   | 2019   | モルドバ政府                                  | 1990年制定のラテン文字の正書法を採用している。同国がラテン文字表記へ転換するために定められた正書法である（現在はキリル文字表記を廃止）。                         |            |
| モンゴル語                     | キリル文字         | モンゴル国                                                       | 規則       | 1964   | 2019   | BGN/PCGN                                      | 中国の内モンゴル自治区で用いられるモンゴル文字表記はまだなく、代わりに中国政府が定めたラテン文字表記を使用している。                                             |            |
| ネパール語                     | デーヴァナーガリー | ネパール                                                         | 合意       | 2011   | 2017   | ネパール調査省                                | |            |
| オセット語                     | キリル文字         | オセチア                                                         | 規則       | 2009   | 2019   | BGN/PCGN                                      | |            |
| パシュトー語                   | アラビア文字       | パキスタン、アフガニスタン                                       | 規則       | 1968   | 2017   | BGN/PCGN                                      | アフガニスタンでは2007年に別のBGN/PCGNが定められているが、ダリー語要素が含まれた地名の変換結果はこのBGN/PCGNと同じとなる。                                       |            |
| ペルシア語                     | ペルシア文字       | イラン                                                           | 規則       | 1958   | 2019   | BGN/PCGN                                      | ペルシア語のラテン文字表記法も参照。 |            |
| ロシア語                       | キリル文字         | ロシア                                                           | 規則       | 1947   | 2019   | BGN/PCGN                                      | ロシア語のラテン文字表記法も参照。 |            |
| ルシン語                       | キリル文字         | ウクライナなど                                                   | 規則       | 2016   | 2019   | BGN/PCGN                                      | |            |
| セルビア語                     | キリル文字         | セルビア                                                         | 対応表     | 2005   | 2019年 | セルビア政府                                  | セルビア語はキリル文字表記とラテン文字表記の両方を使用する（ダイグラフィア）。また近縁のモンテネグロ語アルファベットにも対応している（セルビア・クロアチア語）。 |            |
| シャン語                       | シャン文字         | シャン州（ミャンマー）                                           | 規則       | 2011   | 2017   | BGN/PCGN                                      | |            |
| 現代アラム語 (en)              | シリア文字         | イラクなど                                                       | 規則       | 2011   | 2017   | BGN/PCGN                                      | 現代シリア文字の規則。 |            |
| タジク語                       | キリル文字         | タジキスタン                                                     | 規則       | 1994   | 2019   | BGN/PCGN                                      | |            |
| タタール語                     | キリル文字         | タタールスタン共和国（ロシア）                                   | 対応表     | 2007   | 2019   | 慣習                                          | |            |
| タイ語                         | タイ文字           | タイ王国                                                         | 合意       | 2002   | 2017   | タイ王立学院 (2002年)                         | 以前は1967年タイ王立学院式を採用していた。現行はその改訂版。 |            |
| ティグリニャ語                 | ゲエズ文字         | エリトリアなど                                                   | 規則       | 2007   | 2017   | BGN/PCGN                                      | |            |
| トルクメン語                   | キリル文字         | トルクメニスタン                                                 | 対応表     | 2000   | 2019   | トルクメニスタン政府 (1993年)                 | BGN/PCGN1979年式に代わって承認された。同国がラテン文字表記へ転換するために定められた正書法である（現在はキリル文字表記を廃止）。                                 |            |
| ウドムルト語                   | キリル文字         | ウドムルト共和国（ロシア）                                       | 規則       | 2011   | 2019   | BGN/PCGN                                      | |            |
| ウクライナ語                   | キリル文字         | ウクライナ                                                       | 合意       | 2019   | 2020   | ウクライナ政府 (2010年)                       | 1965年式に代わって導入された。 |            |
| ウルドゥー語                   | ウルドゥー文字     | パキスタン                                                       | 規則       | 2007   | 2017   | BGN/PCGN                                      | |            |
| ウズベク語                     | キリル文字         | ウズベキスタン                                                   | 対応表     | 2000   | 2019   | ウズベキスタン政府 (1995年)                   | 現行はBGN/PCGN1979年式に代わって承認された。同国がラテン文字表記へ転換するために定められた正書法である（現在はキリル文字表記を廃止）。                           |            |
| サハ語                         | キリル文字         | サハ共和国（ロシア）                                             | 規則       | 2012   | 2019   | BGN/PCGN                                      | ヤクート語として紹介されている。 |            |
| フェロー語                     | ラテン文字         | フェロー諸島                                                     | スペル規則 | 1968年 | 2021年 | 正書法                                        | フェロー語アルファベットのÐ, ðの表記法。 |            |
| ドイツ語                       | ラテン文字         | ドイツ                                                           | スペル規則 | 2000年 | 2021年 | 正書法                                        | ドイツ語アルファベットを参照。 |            |
| アイスランド語                 | ラテン文字         | アイスランド                                                     | スペル規則 | 1968年 | 2021年 | 正書法                                        | アイスランド語アルファベットを参照。 |            |
| 北部サーミ語                   | ラテン文字         | ラップランド                                                     | スペル規則 | 1984年 | 2021年 | 正書法                                        | 初版は「北部ラッピ語」であった。 |            |